# Спрінгфілд Тауншип (округ Монтгомері, Пенсільванія)
Спрінгфілд Тауншип (англ. Springfield Township) — селище (англ. township) в США, в окрузі Монтгомері штату Пенсільванія. Населення — 20 814 особи (2020).

## Демографія
Згідно з переписом 2010 року, у селищі мешкало 19 418 осіб у 7550 домогосподарствах у складі 5129 родин. Було 7821 помешкання
Расовий склад населення:
| - 83,6 % — білих - 11,1 % — чорних або афроамериканців - 2,8 % — азіатів - 0,1 % — корінних американців |

До двох чи більше рас належало 1,7 %. Частка іспаномовних становила 2,4 % від усіх жителів.
За віковим діапазоном населення розподілялося таким чином: 22,0 % — особи молодші 18 років, 58,4 % — особи у віці 18—64 років, 19,6 % — особи у віці 65 років та старші. Медіана віку мешканця становила 45,3 року. На 100 осіб жіночої статі у селищі припадало 86,5 чоловіків;  на 100 жінок у віці від 18 років та старших — 82,7 чоловіків також старших 18 років.
Середній дохід на одне домашнє господарство  становив 110 920 доларів США (медіана — 85 000), а середній дохід на одну сім'ю — 135 624 долари (медіана — 109 913). Медіана доходів становила 76 140 доларів для чоловіків та 58 955 доларів для жінок. За межею бідності перебувало 5,9 % осіб, у тому числі 3,1 % дітей у віці до 18 років та 13,6 % осіб у віці 65 років та старших.
Цивільне працевлаштоване населення становило 9715 осіб. Основні галузі зайнятості: освіта, охорона здоров'я та соціальна допомога — 30,8 %, науковці, спеціалісти, менеджери — 16,6 %, фінанси, страхування та нерухомість — 12,3 %.